# Шерман (Нью-Йорк)
Шерман (англ. Sherman) — місто (англ. town) в США, в окрузі Чотоква штату Нью-Йорк. Населення — 1622 особи (2020).

## Демографія
Згідно з переписом 2010 року, у місті мешкали 1653 особи в 550 домогосподарствах у складі 403 родин. Було 652 помешкання
Расовий склад населення:
| - 97,6 % — білих - 0,4 % — азіатів - 0,2 % — чорних або афроамериканців - 0,1 % — корінних американців |

До двох чи більше рас належало 1,0 %. Частка іспаномовних становила 1,6 % від усіх жителів.
За віковим діапазоном населення розподілялося таким чином: 32,4 % — особи молодші 18 років, 56,9 % — особи у віці 18—64 років, 10,7 % — особи у віці 65 років та старші. Медіана віку мешканця становила 32,4 року. На 100 осіб жіночої статі у місті припадало 100,1 чоловіків;  на 100 жінок у віці від 18 років та старших — 101,3 чоловіків також старших 18 років.
Середній дохід на одне домашнє господарство  становив 55 956 доларів США (медіана — 42 738), а середній дохід на одну сім'ю — 63 540 доларів (медіана — 52 500). Медіана доходів становила 37 702 долари для чоловіків та 38 872 долари для жінок. За межею бідності перебувало 17,4 % осіб, у тому числі 21,7 % дітей у віці до 18 років та 11,8 % осіб у віці 65 років та старших.
Цивільне працевлаштоване населення становило 722 особи. Основні галузі зайнятості: освіта, охорона здоров'я та соціальна допомога — 16,9 %, будівництво — 15,5 %, мистецтво, розваги та відпочинок — 15,4 %.